# Markova Crkva
Markova Crkva (izvirno srbsko Маркова Црква) je naselje v Srbiji, ki upravno spada pod Občino Lajkovac; slednja pa je del Kolubarskega upravnega okraja.
- Markova crkva - etno kompleks
- Markova crkva - samostan sv Demetrij
- Markova crkva - samostan sv Demetrij
- Markova crkva - samostan sv Demetrij
- Markova crkva - samostan sv Demetrij
- Markova crkva - kompleks Kumova vodenica
- Markova crkva - kompleks Kumova vodenica
- Markova crkva - kompleks Kumova vodenica
- Markova crkva - spomenik mlinar

## Demografija
V naselju živi 93 polnoletnih prebivalcev, pri čemer je njihova povprečna starost 44,0 let (40,9 pri moških in 48,3 pri ženskah). Naselje ima 39 gospodinjstev, pri čemer je povprečno število članov na gospodinjstvo 2,82.
To naselje je popolnoma srbsko (glede na rezultate popisa iz leta 2002), a v času zadnjih treh popisov je opazno zmanjšanje števila prebivalcev.
|  |

| Demografija | Demografija     | Demografija     |
| Leto        | Št. prebivalcev | Št. prebivalcev |
| ----------- | --------------- | --------------- |
|             |                 |                 |
|             |                 |                 |
|             |                 |                 |
|             |                 |                 |
| 1948        | 244             |                 |
| 1953        | 252             |                 |
| 1961        | 211             |                 |
| 1971        | 165             |                 |
| 1981        | 162             |                 |
| 1991        | 131             | 129             |
| 2002        | 110             | 110             |
|             |                 |                 |

| Etnična sestava po popisu iz leta 2002 | Etnična sestava po popisu iz leta 2002 | Etnična sestava po popisu iz leta 2002 | Etnična sestava po popisu iz leta 2002 | Etnična sestava po popisu iz leta 2002 |
| -------------------------------------- | -------------------------------------- | -------------------------------------- | -------------------------------------- | -------------------------------------- |
| Srbi                                   | Srbi                                   |                                        | 110                                    | 100,0%                                 |
| Neznano                                | Neznano                                |                                        | 0                                      | 0,0%                                   |